# William Munro
William Munro (1942[forrás?]–)  új-zélandi nemzetközi labdarúgó-játékvezető. További névváltozat William K."Bill" Munro vagy Bill Munro.

## Pályafutása

### Nemzeti játékvezetés
Ellenőreinek, sportvezetőinek javaslatára lett az I. Liga játékvezetője. Az aktív nemzeti játékvezetéstől 1985-ben vonult vissza.

### Nemzetközi játékvezetés
Az Új-zélandi labdarúgó-szövetség Játékvezető Bizottsága (JB) terjesztette fel nemzetközi játékvezetőnek, a Nemzetközi Labdarúgó-szövetség (FIFA) 1980-tól tartotta nyilván bírói keretében. Több nemzetek közötti válogatott és klubmérkőzést vezetett, vagy működő társának partbíróként segített. Az aktív nemzetközi játékvezetéstől 1985-ben búcsúzott.

#### Világbajnokság
Szovjetunió rendezte az 1985-ös ifjúsági labdarúgó-világbajnokságot, ahol a FIFA JB bíróként foglalkoztatta.
| Időpont             | Helyszín                     | Mérkőzés típusa       | Mérkőzés    | Eredmény | Nézők száma |
| ------------------- | ---------------------------- | --------------------- | ----------- | -------- | ----------- |
| 1985. augusztus 24. | Tofik Bahramov Stadion, Baku | selejtező (D csoport) | Kína–Mexikó | 1 – 3    | 12 000      |

---
A világbajnoki döntőhöz vezető úton Mexikóba a XIII., az 1986-os labdarúgó-világbajnokságra  a FIFA JB bíróként alkalmazta. Selejtező mérkőzést az Óceániai Labdarúgó-szövetség (OFC) zónájában vezetett.

##### Selejtező mérkőzés
| Időpont           | Helyszín                  | Mérkőzés típusa  | Mérkőzés          | Eredmény | Nézők száma |
| ----------------- | ------------------------- | ---------------- | ----------------- | -------- | ----------- |
| 1985. október 27. | St George Stadion, Sydney | központi csoport | Ausztrália–Tajvan | 8 – 0    | 2694        |

#### Trans-Tasman Cup
1983-ban Ausztrália és Új-Zéland az OFC Nemzetek Kupája sorozat megszűnésénél elhatározta, hogy játéklehetőségként rendszeresen megmérkőznek egymással.
| Időpont           | Helyszín                      | Mérkőzés típusa | Mérkőzés             | Eredmény | Nézők száma |
| ----------------- | ----------------------------- | --------------- | -------------------- | -------- | ----------- |
| 1983. február 22. | Mount Smart Stadion, Auckland | első mérkőzés   | Új-Zéland–Ausztrália | 2 – 1    | 3000        |

## Magyar vonatkozás
| Időpont           | Helyszín                      | Mérkőzés típusa              | Mérkőzés               | Eredmény | Nézők száma |
| ----------------- | ----------------------------- | ---------------------------- | ---------------------- | -------- | ----------- |
| 1982. február 11. | Mount Smart Stadion, Auckland | felkészülési (562. mérkőzés) | Új-Zéland–Magyarország | 1 – 2    | 14 000      |